# Konstantin X. Duka
Konstantin X. Duka, grč.: Κωνσταντίνος Ι΄ Δούκας; (1006. – svibanj 1067.) je bio bizantski car od 1059. do 1067. godine.

## Vlast
Konstantin Duka je bio sin Andronika Duke, paflagonijskog plemića i guvernera teme Mezije. Konstantin je postao utjecajan nakon druge ženidbe za Eudokiju Makrembolitissu, nećakinju patrijarha Mihajla I. Cerularija. Podržao je 1057. Izaka I. Komnina, ali postupno je stao na stranu dvorske birokracije protiv carevih reformi. Iako je predstavljao prešutnu opoziciju, odabran je kao nasljednik prijestolja u studenom 1059. godine. Za to je zaslužan Mihajlo Psel. Izak I. Komnin je abdicirao 24. studenog 1059., pa je Konstantin tada postao carem.
Novi car je odmah postavio svoja dva sina na visoke položaje, a brata je postavio kao cezara. Počeo je provoditi politiku, pogodnu dvorskoj birokraciji i crkvu. Međutim jako je smanjio financijsku podršku i trening za vojsku. Konstantin Duka je na taj način oslabio obranu Bizanta u ključno vrijeme, jer su se prema Bizantu s istoka približavali Turci Seldžuci i njihovi turkmejski saveznici. Konstantin je postao jako nepopularan kod pristaša Izaka unutar vojnog staleža. Oni su ga pokušali ubiti 1061. godine. Da bi vojsci dao više, povećao je poreze, što se negativno odrazilo kod stanovništa, pa je i među običnim pukom postao nepopularan. 
Konstantin Duka je izgubio većinu južne Italije, koja je bila pod Bizantom. Normani pod Robertom Guiscardom su oteli većinu južne Italije, osim teritorija oko Barija. Pokušao je zadržati Apuliju i postavio je zadnja 4 kapetana Italije.
U doba njegove vlasti Alp Arslan je 1064. izvršio invaziju Male Azije, a Uzes je izvršio invaziju Balkana 1065. godine. Kada je došao na vlast bio je već star i lošeg zdravlja, pa je umro 22. svibnja 1067. godine. Naslijedili su ga mlađi sinovi pod regenstvom majke Eudokije Makrembolitisse.

## Obitelj
S prvom suprugom nije imao djece. S drugom suprugom Eudokijom imao je sljedeću djecu:
- Mihael VII. Duka, koji je naslijedio oca i postao carem
- Andronik Duka, suvladar (1068.—1078.)
- Konstantin Duka, suvladar do 1078., umro 1081.
- Ana Dukina, redovnica
- Teodora Dukina, udala se za mletačkog dužda Domenica Selva
- Zoa Dukina, udala se za Adriana Komnena, brata Alekseja I. Komnena